# Sympistis pessota
Sympistis pessota là một loài bướm đêm trong họ Noctuidae.